# Lysianassa pariter
Lysianassa pariter är en kräftdjursart. Lysianassa pariter ingår i släktet Lysianassa och familjen Lysianassidae. Inga underarter finns listade i Catalogue of Life.